# Série mondiale 2013
La Série mondiale 2013 est la 109e série finale des Ligues majeures de baseball. Elle est jouée du 23 octobre au 30 octobre 2013.
Cette série au meilleur de 7 parties met aux prises les Red Sox de Boston, champions 2013 de la Ligue américaine, et les Cardinals de Saint-Louis, champions 2013 de la Ligue nationale. Elle couronne le grand champion de la saison 2013 du baseball majeur.
À l'issue du match 6, les Red Sox de Boston s'imposent 6-1 remportant ainsi le quatrième match nécessaire à leur victoire (4-2). Les Red Sox sont couronnés au Fenway Park de Boston, une première en 95 ans. Ils remportent leur 8e titre de champion, leur 3e en 10 ans.

## Équipes en présence

### Red Sox de Boston

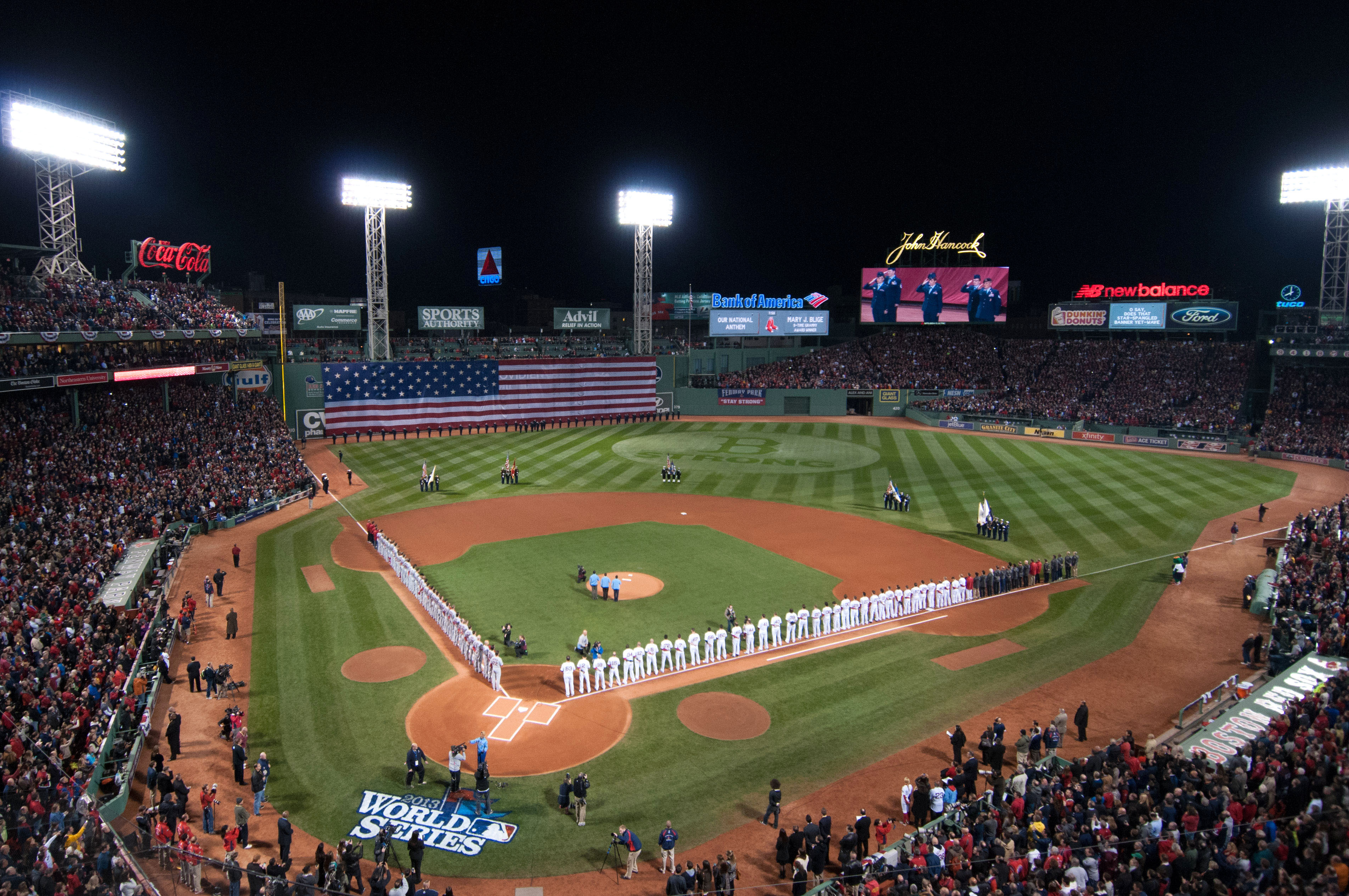
Cérémonies précédant le premier match de la Série mondiale 2013 au Fenway Park de Boston.

Après avoir connu en 2012 leur pire saison depuis 1965, les Red Sox de Boston se hissent au sommet de la Ligue américaine et de sa division Est en 2013 avec une campagne de 97 victoires contre 65 défaites. C'est la meilleure fiche du baseball majeur, à égalité avec les Cardinals de Saint-Louis de la Ligue nationale. Les Sox remportent le championnat de section par 6 matchs sur les Rays de Tampa Bay et, avec 28 gains de plus que l'année précédente, améliorent leur fiche par la plus importante marge depuis les 33 victoires supplémentaires enregistrées de 1945 à 1946, où ils étaient passés d'une année de 71 victoires à une de 104. Passant de la dernière à la première place de la division Est, les Red Sox réalisent leur meilleure saison depuis 2004, gagnent un premier titre de section depuis 2007 et obtiennent une première qualification en séries éliminatoires depuis 2009. En Séries de divisions 2013 de la Ligue américaine, les Red Sox éliminent les Rays de Tampa Bay avec trois victoires, contre une pour leurs rivaux. Boston accède à la Série de championnat pour la première fois depuis 2008. Après un début de Série de championnat laborieux face aux lanceurs des Tigers de Détroit, les Red Sox triomphent de leurs adversaires 4 parties à 2 pour accéder à leur première Série mondiale depuis 2007.
Les Red Sox jouent en Série mondiale pour la 12e fois de leur histoire. Ils comptent 7 victoires, la plus récente lors de leur dernier voyage à la classique d'automne en Série mondiale 2007. Ils jouent en grande finale pour la 3e fois en 10 saisons et entreprennent celle-ci sans avoir perdu un match de Série mondiale depuis le dernier duel de Série mondiale 1986.

### Cardinals de Saint-Louis
Les Cardinals de Saint-Louis possèdent en 2013 la meilleure fiche victoires-défaites de la Ligue nationale en saison régulière, ainsi que la meilleure du baseball majeur à égalité avec les Red Sox de Boston de la Ligue américaine. Le club de Saint-Louis remporte 97 victoires contre 65 défaites, soit 9 matchs gagnés de plus qu'en 2012. Ils décrochent le championnat de la division Centrale de leur ligue avec 3 matchs d'avance sur les Pirates de Pittsburgh. Pour les Cardinals, il s'agit d'une troisième présence en éliminatoires en trois saisons et d'un premier titre de division depuis 2009. En Séries de divisions 2013 de la Ligue nationale, ils laissent les Pirates de Pittsburgh prendre les devants 2-1 dans l'affrontement entre les deux équipes mais remportent finalement les honneurs de la série dans la limite de 5 matchs pour accéder à leur 3e Série de championnat en 3 ans. Derrière leur lanceur recrue Michael Wacha, nommé joueur par excellence de la Série de championnat 2013 de la Ligue nationale, les Cardinals éliminent 4 matchs à 2 les Dodgers de Los Angeles.
Avec un record de 19 titres de la Ligue nationale, les Cardinals jouent en Série mondiale pour la 19e fois, et la 4e au cours des 10 dernières saisons. Leurs 11 victoires en Série mondiale, la dernière en 2011, en font la franchise la plus titrée parmi celles de la Nationale et la seconde plus titrée du baseball majeur après les Yankees de New York. Dans la dernière décennie, ils ont été sacrés champions en 2006 et 2011.

### Affrontements précédents
La Série mondiale 2013 est une réédition de la Série mondiale 2004, que les Red Sox avaient remporté en alignant 4 victoires de suite sans perdre une seule partie aux mains des Cardinals. Les Séries mondiales ont vu deux autres duels notoires entre Boston et Saint-Louis, les Cardinals remportant chaque fois 4 matchs à 3 la grande finale, en 1946 et 1967. Saint-Louis entreprend donc ce 4e duel de Série mondiale contre les Sox en quête d'un premier triomphe en 46 ans contre Boston. 
La Série mondiale 2013 est la première opposition entre les Cardinals et les Red Sox depuis un match interligue disputé à Boston le 22 juin 2008. Le dernier match interligue joué à Saint-Louis entre les deux clubs a eu lieu le 8 juin 2005 au Busch Memorial Stadium, ce qui fait du 3e match de la série finale de 2013 la première visite des Red Sox à l'actuel Busch Stadium.
Boston et Saint-Louis ont mené leur ligues respectives en saison régulière 2013 avec 97 victoires dans chaque cas. C'est la première fois depuis la Série mondiale 1999 gagnée par les Yankees de New York sur les Braves d'Atlanta que les clubs avec le meilleur dossier victoires-défaites dans chaque ligue atteignent la Série mondiale. C'est de plus la première fois que les équipes avec les 2 meilleures fiches du baseball majeur en saison régulière sont opposées en finale depuis la Série mondiale 1995 remportée par Atlanta (90 victoires) sur Cleveland (100 victoires).

### Avantage du terrain
L'issue du match des étoiles 2013, disputé le 16 juillet au Citi Field de New York, a déterminé quelle ligue, Nationale ou Américaine, obtient l'avantage du terrain pour la Série mondiale 2013. Victorieuse 3-0 dans la partie d'étoiles de mi-saison, la Ligue américaine s'assurait donc que son club champion sera l'hôte des matchs #1 et #2 de la finale, ainsi que des matchs #6 et #7 s'ils s'avèrent nécessaires.

## Déroulement de la série

### Calendrier des rencontres
Il s'agit d'une série au meilleur de sept parties. La première équipe à remporter quatre parties de Série mondiale est sacrée championne. 
| Match | Date       | Visiteur                 | Hôte                     | Score |
| ----- | ---------- | ------------------------ | ------------------------ | ----- |
| 1     | 23 octobre | Cardinals de Saint-Louis | Red Sox de Boston        | 1 - 8 |
| 2     | 24 octobre | Cardinals de Saint-Louis | Red Sox de Boston        | 4 - 2 |
| 3     | 26 octobre | Red Sox de Boston        | Cardinals de Saint-Louis | 4 - 5 |
| 4     | 27 octobre | Red Sox de Boston        | Cardinals de Saint-Louis | 4 - 2 |
| 5     | 28 octobre | Red Sox de Boston        | Cardinals de Saint-Louis | 3 - 1 |
| 6     | 30 octobre | Cardinals de Saint-Louis | Red Sox de Boston        | 1 - 6 |

### Match 1
Mercredi 23 octobre 2013 au Fenway Park, Boston, Massachusetts.
| Cardinals de Saint-Louis | 0 | 0 | 0 | 0 | 0 | 0 | 0 | 0 | 1 | 1 | 7 | 3 |
| Red Sox de Boston | 3 | 2 | 0 | 0 | 0 | 0 | 2 | 1 | 0 | 8 | 8 | 1 |
| Lanceurs partants : STL : Adam Wainwright BOS : Jon Lester Vic. : Jon Lester (1-0) Déf. : Adam Wainwright (0-1) HRs : STL : Matt Holliday (1) BOS : David Ortiz (1) |   |   |   |   |   |   |   |   |   |   |   |   |

Les Red Sox remportent facilement le premier affrontement par le pointage de 8 à 1, prenant rapidement l'avance après une série de bévues défensives commises par Saint-Louis. En fin de première manche, Boston a deux coureurs sur les buts lorsque David Ortiz frappe ce qui semble être une balle à double jeu. Mais le joueur d'arrêt-court des Cardinals, Pete Kozma, est incapable d'attraper la balle lancée par son coéquipier joueur de deuxième but Matt Carpenter. L'arbitre au deuxième but, Dana DeMuth, appelle initialement le coureur sauf, mais les Red Sox protestent et, après une discussion avec les autres officiels, il renverse sa décision. Par conséquent, les buts sont remplis et Mike Napoli fait marquer 3 points en cognant un double. 
Le premier frappeur de la 2e manche, Stephen Drew, retrousse une balle facile à attraper mais il semble y avoir confusion entre le lanceur Adam Wainwright et son receveur Yadier Molina et la balle tombe au sol entre les deux joueurs pour un simple. Deux frappeurs plus tard, une seconde erreur de Kozma remplit les buts pour Boston et Dustin Pedroia fait marquer un point sur un coup sûr. Puis le voltigeur Carlos Beltrán vole un grand chelem à David Ortiz en réalisant un spectaculaire attrapé, le gant de l'autre côté de la clôture du champ droit. Un point marque sur ce qui devient un ballon sacrifice d'Ortiz, mais Beltrán, blessé aux côtes en heurtant la clôture, doit quitter le match à la manche suivante pour être examiné à l'hôpital. Ortiz se reprend avec un circuit de deux points à la 7e manche et Xander Bogaerts porte la marque à 8-0 en 8e reprise grâce à un ballon sacrifice. Les Cardinals, vaincus 8-1, évitent le blanchissage grâce au circuit de Matt Holliday aux dépens du lanceur Ryan Dempster en 9e manche.

### Match 2
Jeudi 24 octobre 2013 au Fenway Park, Boston, Massachusetts.
| Cardinals de Saint-Louis | 0 | 0 | 0 | 1 | 0 | 0 | 3 | 0 | 0 | 4 | 7 | 1 |
| Red Sox de Boston | 0 | 0 | 0 | 0 | 0 | 2 | 0 | 0 | 0 | 2 | 4 | 2 |
| Lanceurs partants : STL : Michael Wacha BOS : John Lackey Vic. : Michael Wacha (1-0) Déf. : John Lackey (0-1) Sauv. : Trevor Rosenthal (1) HRs: BOS : David Ortiz (2) |   |   |   |   |   |   |   |   |   |   |   |   |

Après celle des Cardinals en ouverture de la série, c'est au tour de la défensive des Red Sox d'éprouver des ennuis dans le second duel. Contre le lanceur Michael Wacha, David Ortiz frappe un circuit de deux points qui donne les devants, 2-1, à Boston en 6e manche. Mais à leur retour au bâton, les Cardinals marquent à trois reprises, en route vers un gain de 4-2. Après un retrait en début de 7e, le lanceur partant des Red Sox, John Lackey, accorde un but-sur-balles à David Freese et un simple à Jon Jay. Lackey est remplacé au monticule par Craig Breslow mais celui-ci accorde un but-sur-balles à Daniel Descalso. Matt Carpenter nivèle ensuite le score à l'aide d'un ballon sacrifice : sur le lancer au marbre de Jonny Gomes, le joueur de champ gauche qui réalise l'attrapé sur le coup frappé par Carpenter, le receveur des Red Sox Jarrod Saltalamacchia commet une erreur lorsque la balle passe sous son gant. Kozma marque donc le point puis, lorsque la balle que Saltalamacchia a laissé filer est reprise par Breslow derrière lui, le lanceur relaie au troisième but de façon imprécise pour une seconde erreur sur le même jeu, permettant cette fois à Jay de marquer. Carlos Beltrán, dans l'alignement des Cardinals malgré sa blessure subie lors du premier match, frappe un coup sûr qui fait marquer un 3e coéquipier dans cette manche.

### Match 3
Samedi 26 octobre 2013 au Busch Stadium, Saint-Louis, Missouri.
| Red Sox de Boston                                                                                               | 0 | 0 | 0 | 0 | 1 | 1 | 0 | 2 | 0 | 4 | 6  | 2 |
| Cardinals de Saint-Louis                                                                                        | 2 | 0 | 0 | 0 | 0 | 0 | 2 | 0 | 1 | 5 | 12 | 0 |
| Lanceurs partants : BOS : Jake Peavy STL : Joe Kelly Vic. : Trevor Rosenthal (1-0) Déf. : Brandon Workman (0-1) |   |   |   |   |   |   |   |   |   |   |    |   |

Le match se termine dans le désordre et la controverse,,. En fin de 9e manche, alors que le score est égal 4-4, les Cardinals ont des coureurs aux 2e et 3e buts avec un retrait. Jon Jay frappe une balle vers le joueur de deuxième but des Red Sox, Dustin Pedroia. Celui-ci, après avoir plongé à sa droite pour saisir la balle, lance au marbre pour retirer Yadier Molina qui tente de marquer. Après ce retrait, le receveur des Sox, Jarrod Saltalamacchia, lance au 3e but pour tenter de retirer Allen Craig et ainsi compléter un double jeu. Mais le lancer imprécis est dévié en zone des fausses balles. En tentant de capter le relais, le joueur de troisième but des Red Sox, Will Middlebrooks, chute. Craig, après sa glissade, se relève, trébuche lorsqu'il enjambe Middlebrooks et court, en claudiquant, car il est blessé au pied gauche, vers le marbre. Le lancer au marbre du voltigeur de gauche Daniel Nava, qui a récupéré la balle, devance Craig mais, entre-temps, l'arbitre au troisième but Jim Joyce avait signalé que Middlebrooks avait commis de l'interférence envers le coureur. Malgré la controverse, la décision de l'arbitre était correcte,, puisque même si le joueur des Red Sox n'avait pas l'intention d'interférer avec la course de Craig, le règlement 7.06 de la MLB stipule que le simple fait qu'il soit allongé au sol et que son adversaire trébuche représente de l'obstruction. Le règlement précise aussi qu'en cas d'interférence par le club en défensive, le coureur se voit accorder automatiquement un but : Craig étant déjà sauf au troisième coussin, l'interférence à son endroit lui donne le droit d'avancer du troisième but au marbre pour compter le point gagnant. C'est la première fois de l'histoire que le résultat d'un match de Série mondiale est décidé par un jugement d'obstruction.

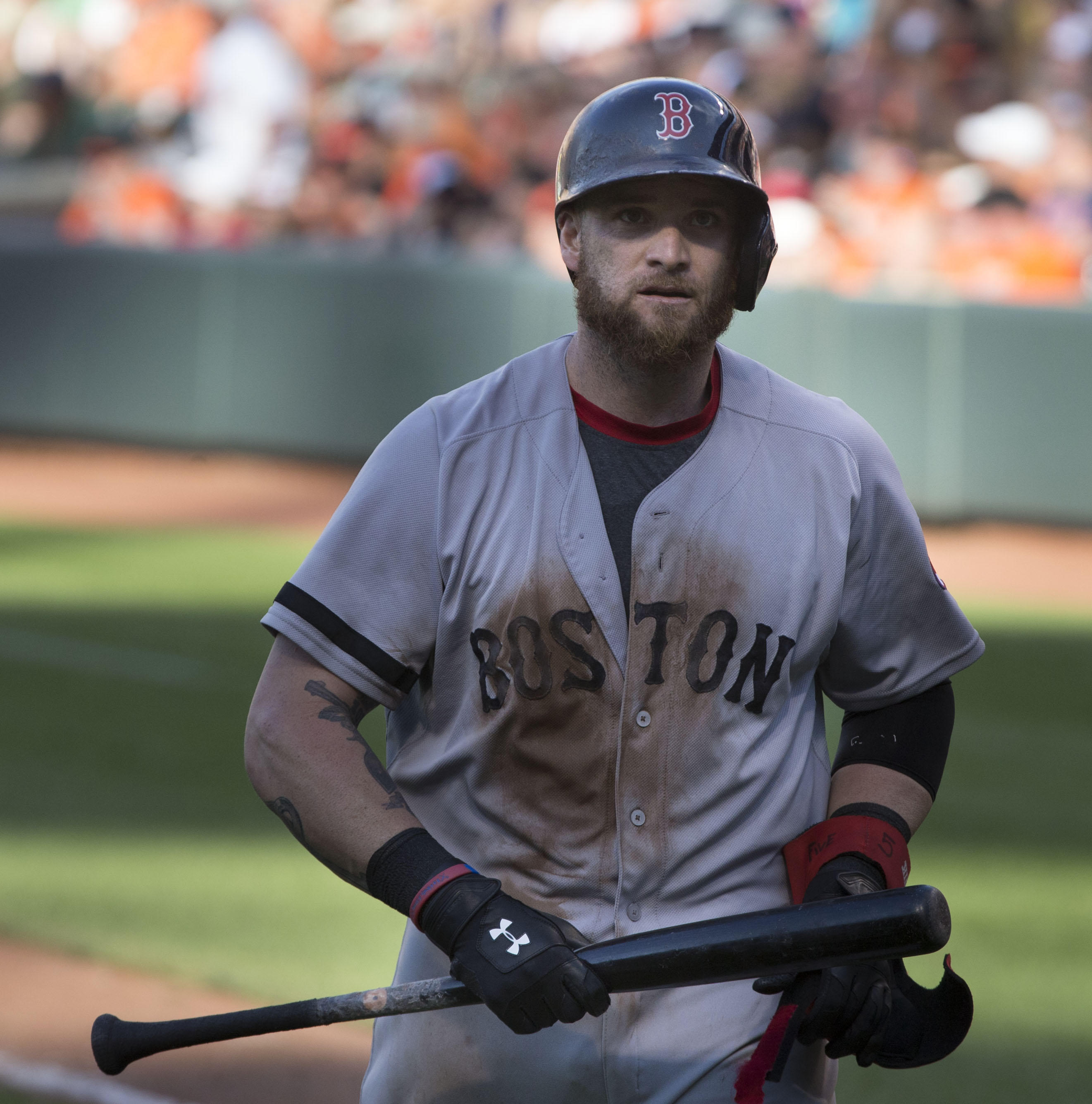
Jonny Gomes frappe un circuit de 3 points.

### Match 4
Dimanche 27 octobre 2013 au Busch Stadium, Saint-Louis, Missouri.
| Red Sox de Boston | 0 | 0 | 0 | 0 | 1 | 3 | 0 | 0 | 0 | 4 | 6 | 2 |
| Cardinals de Saint-Louis | 0 | 0 | 1 | 0 | 0 | 0 | 1 | 0 | 0 | 2 | 6 | 0 |
| Lanceurs partants : BOS : Clay Buchholz STL : Lance Lynn Vic. : Félix Doubront (1-0) Déf. : Lance Lynn (0-1) Sauv. : Koji Uehara (1) HRs : BOS : Jonny Gomes (1) |   |   |   |   |   |   |   |   |   |   |   |   |

Jonny Gomes fait la différence dans ce match lorsqu'il accueille le releveur Seth Maness, venu remplacer le partant Lance Lynn, avec un coup de circuit de 3 points qui brise en 6e manche l'égalité de 1-1 et mène les Red Sox à une éventuelle victoire de 4-2. Boston a besoin de l'aide des lanceurs de relève puisque le partant Clay Buchholz, ennuyé par des douleurs à l'épaule, lance une balle rapide anormalement lente, et est retiré de la partie après 4 manches. Félix Doubront, Craig Breslow, Junichi Tazawa, le partant du 2e match de la série John Lackey (qui n'avait pas lancé en relève depuis 2004) et Koji Uehara succèdent à Buchholz au monticule, n'accordant qu'un point à Saint-Louis. En fin de 9e manche, avec le match toujours à leur portée, les Cardinals placent un coureur au premier but grâce à un coup sûr d'Allen Craig, immédiatement remplacé par un coureur suppléant, Kolten Wong. Mais alors que Carlos Beltrán est au bâton pour Saint-Louis, Wong s'éloigne trop du coussin et un lancer précis du lanceur Uehara au joueur de premier but Mike Napoli permet aux Sox d'enregistrer le retrait final. C'est la première fois de l'histoire que le dernier retrait d'un match de Série mondiale est effectué de cette façon.

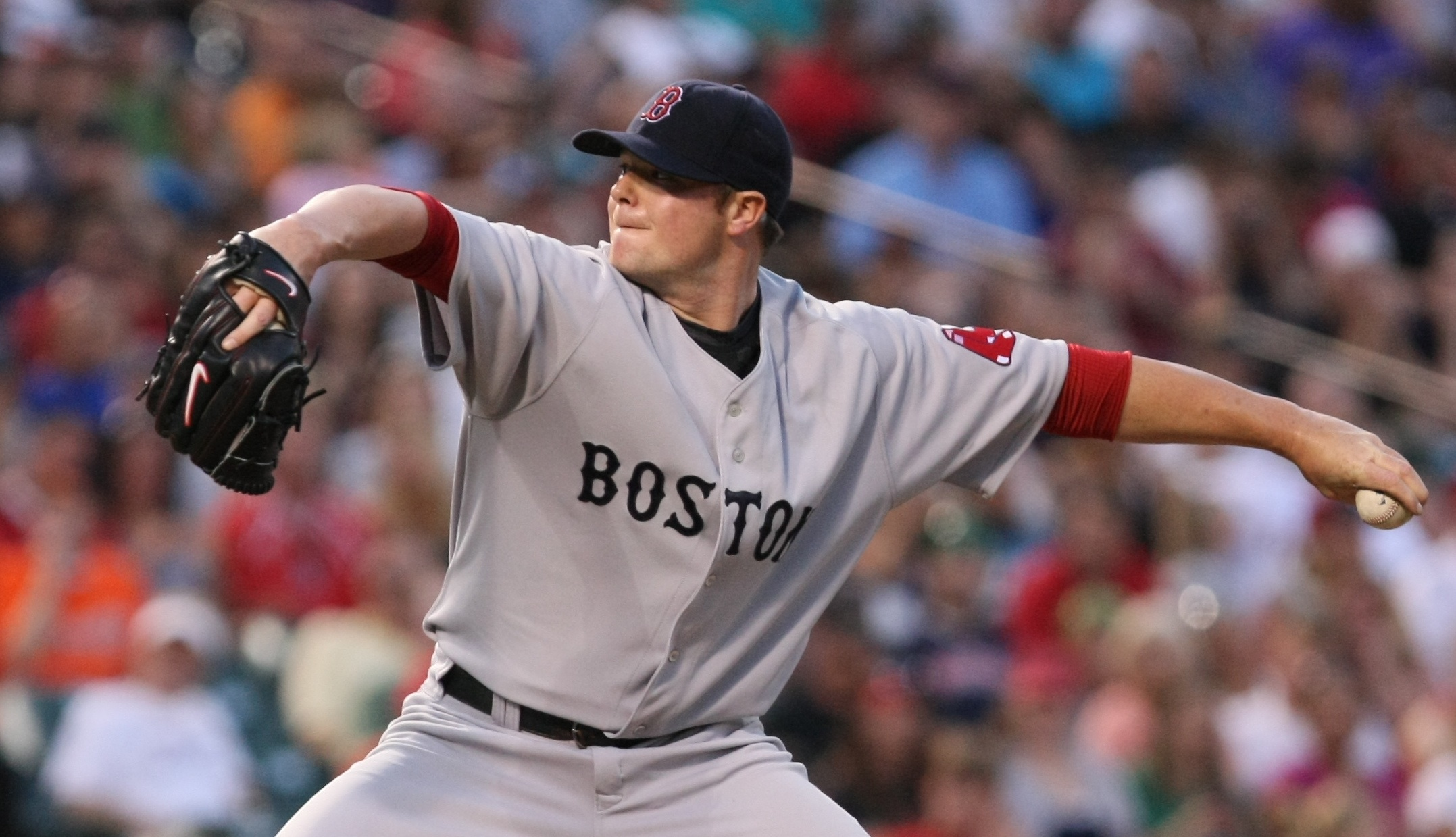
Jon Lester est le lanceur partant pour Boston dans le 5e match.

### Match 5
Lundi 28 octobre 2013 au Busch Stadium, Saint-Louis, Missouri.
| Red Sox de Boston | 1 | 0 | 0 | 0 | 0 | 0 | 2 | 0 | 0 | 3 | 9 | 0 |
| Cardinals de Saint-Louis | 0 | 0 | 0 | 1 | 0 | 0 | 0 | 0 | 0 | 1 | 4 | 0 |
| Lanceurs partants : BOS : Jon Lester STL : Adam Wainwright Vic. : Jon Lester (2-0) Déf. : Adam Wainwright (0-2) Sauv. : Koji Uehara (2) HRs: STL : Matt Holliday (2) |   |   |   |   |   |   |   |   |   |   |   |   |

Le lanceur partant pour Boston, Jon Lester, a le dessus sur son adversaire Adam Wainwright dans ce match remporté 3-1 par les Red Sox. Lester n'accorde qu'un point sur 4 coups sûrs et réalise 7 retraits sur des prises en 7 manches et deux tiers lancées. Koji Uehara lui succède pour réussir les 4 derniers retraits du match, dont deux sur des prises, sans accorder de coup sûr pour son second sauvetage en deux soirs. À l'attaque, des doubles consécutifs de Dustin Pedroia et David Ortiz contre Wainwright dès la première manche donnent une avance de 1-0 à Boston. Matt Holliday claque son second circuit de la série à la 4e reprise pour égaler le score. Les Red Sox inscrivent deux points en 7e manche sur un double de David Ross qui fait marquer Xander Bogaerts et un simple de Jacoby Ellsbury qui pousse Stephen Drew au marbre. Avec deux gains en trois matchs à Saint-Louis, les Red Sox prennent l'avantage 3-2 dans la Série mondiale et s'approche à une victoire du titre.

### Match 6
Mercredi 30 octobre 2013 au Fenway Park, Boston, Massachusetts.
| Cardinals de Saint-Louis | 0 | 0 | 0 | 0 | 0 | 0 | 1 | 0 | 0 | 1 | 9 | 1 |
| Red Sox de Boston | 0 | 0 | 3 | 3 | 0 | 0 | 0 | 0 | x | 6 | 8 | 1 |
| Lanceurs partants : STL : Michael Wacha BOS : John Lackey Vic. : John Lackey (1-1) Déf. : Michael Wacha (1-1) HRs: BOS : Stephen Drew (1) |   |   |   |   |   |   |   |   |   |   |   |   |

## Joueur par excellence
David Ortiz, le frappeur désigné des Red Sox de Boston qui joue au premier but lors des matchs de finale disputés à Saint-Louis, est nommé joueur par excellence de la Série mondiale 2013. Avec 11 coups sûrs en seulement 16 présences au bâton, Ortiz maintient une moyenne au bâton de ,668 dans la série finale, pour aller avec une moyenne de présence sur les buts de ,760 et une moyenne de puissance de 1,188. Il soutire 8 buts-sur-balles des lanceurs des Cardinals, et 4 d'entre eux sont des buts-sur-balles intentionnels, dont 2 seulement dans le dernier affrontement à Boston. Ortiz claque 2 circuits et 2 doubles, marque 7 points et en produit 6.